# R530 (missile)
Il Matra R530 è stato il primo missile aria-aria a medio raggio europeo, caratterizzato da una progettazione assai compatta, con impennaggi cruciformi centrali e alette di controllo caudali. Da questa forma sarebbe derivato il Matra Super R530.
Lo sviluppo, urgente per non lasciare i caccia supersonici francesi senza missili di tipo nazionale, venne iniziato nel 1957. L'ordigno presentava come si è detto un aspetto compatto, con alette di controllo a delta, di rilevante apertura alare a metà fusoliera, mentre in coda vi erano alette a delta tronco, mobili, che controllavano la traiettoria del volo. La testata da 27 kg era attivata da spolette di prossimità o contatto; disponeva di 2 diversi tipi di apparati di guida, uno radar semiattivo, l'EMD AD26 associato ai radar Cyrano, e l'altro, il SAT tipo AD3501, a capacità di ricerca infrarosso passiva, con l'importante possibilità di ingaggio ogni-direzione. Evidentemente si trattava di una testata raffreddata a bassissime temperature, un lusso che le armi a corto raggio dell'epoca non potevano permettersi, mentre qui si tratta di un missile a medio raggio per intercettori.
Come nel caso dei missili sovietici esistevano 2 versioni dell'arma, che dovevano essere lanciate entrambe contro lo stesso bersaglio per aumentare la probabilità di colpire. In pratica ciò non accadeva, in quanto i Mirage III avevano in genere solo un'arma a guida radar, sotto la fusoliera, trasportando sotto le ali missili a più corto raggio. Solo i Mirage F1 ed i Vought F-8 della marina francese avrebbero potuto eseguire tale tattica, ma anche qui si preferiva il lancio di missili IR a corta gittata.
Oltre 4400 di questi missili vennero prodotti ed esportati in 14 paesi, praticamente tutti quelli che ebbero i Mirage III (e anche gli F1, come la Libia che non acquistò i successivi Super R.530).
La percentuale di colpi a segno non si dimostrò buona e il missile, grossomodo simile allo Sparrow E o all'AA-3 sovietico, era particolarmente in difficoltà dovendo essere usato da macchine da duello aereo incapaci di portare molte armi con sé (differentemente dagli intercettori sovietici e dai grossi F-4 americani). I missili R.530 non si rivelarono un notevole successo, come nel caso delle Falklands dove non ottennero vittorie, o di Israele, dove il miglior risultato che ebbero fu una vittoria ottenuta da 8 km contro un MiG-19.
Tuttavia, essi erano l'unica soluzione per risolvere i compiti di difesa aerea strategica, che i normali missili a corto raggio IR non consentivano di affrontare. La presenza di un modello con sofisticata testa di ricerca infrarosso era utile specialmente contro bersagli protetti da forti ECM. Alla fine degli anni sessanta il sistema pareva superato e venne posto allo studio il successivo Matra Super R530.